# Turhan Feyzioğlu
Turhan Feyzioğlu (* 1922 in Kayseri; † 24. März 1988 in Ankara) war ein türkischer Politiker. Er war Abgeordneter in der Großen Nationalversammlung der Türkei, Bildungsminister, Stellvertretender Ministerpräsident und Staatsminister.

## Leben
Feyzioğlu wurde 1922 als Sohn von Sait Azmi geboren. Er besuchte die Volksschule in seinem Heimatort und bis zur Hochschulreife im Jahr 1941 das Galatasaray-Gymnasium. Anschließend studierte er bis 1945 Rechtswissenschaften an der Istanbul Üniversitesi. Sein Postgraduales Studium absolvierte er an der französischen École nationale d’administration und an der University of Oxford im Vereinigten Königreich. Nach seiner Rückkehr unterrichtete er ab 1946 an der Ankara Üniversitesi und promovierte dort 1949. 1955 wurde er zum ordentlichen Professor berufen und im folgenden Jahr Dekan der Fakultät für politische Wissenschaften. Außerdem schrieb er Artikel für das Mitteilungsblatt der Universität. Damit erregte er allerdings den Unmut der türkischen Regierung und musste zurücktreten.

### Politik in der CHP
Im Jahr 1957 wurde Feyzioğlu Mitglied der Cumhuriyet Halk Partisi (CHP) und wurde im gleichen Jahr Abgeordneter für die Provinz Sivas in der Großen Nationalversammlung der Türkei. Im Jahr 1960 kehrte Feyzioğlu noch einmal kurz in die Wissenschaft zurück und wurde Rektor an der Technischen Universität des Nahen Ostens in Ankara. Im Jahr 1960 wurde er nach dem Militärputsch Mitglied der verfassungsgebenden Versammlung und Bildungsminister im Kabinett Gürsel II.
Bei der Parlamentswahl 1961 wurde er Abgeordneter für Kayseri. Unter İsmet İnönü war Feyzioğlu zuerst Staatsminister und im nächsten Kabinett Stellvertretender Ministerpräsident. In dieser Zeit war er eine der führenden Persönlichkeiten der CHP. Als 1965 Bülent Ecevit Generalsekretär der Partei wurde, rückte die Partie nach links und Feyzioğlu wollte diesen Weg als überzeugter Kemalist nicht mitgehen.

### Politik in der CGP
Am 12. Mai 1967 brach Turhan Feyzioğlu mit 47 anderen Abgeordneten mit der CHP. Sie gründeten die Cumhuriyetçi Güven Partisi (CGP). Feyzioğlu wurde Vorsitzender der neuen Partei. 1971 wurde die Partei in Millî Güven Partisi umbenannt und 1973 fusionierte die Partei mit der Cumhuriyetçi Parti, die sich ebenfalls von der CHP abgespalten hatte. Die Partei wurde in Cumhuriyetçi Güven Partisi umbenannt und Feyzioğlu blieb Vorsitzender.
Die CGP bestand bis 1980 und Feyzioğlu arbeitete weiter als Abgeordneter für Kayseri. War die CGP anfangs noch drittstärkste Kraft, verlor die Partei in der Folge an Zustimmung in der Bevölkerung. Feyzioğlu war trotzdem zwei Mal stellvertretender Ministerpräsident: 1975 im Kabinett von Süleyman Demirel und 1978 im Kabinett von Bülent Ecevit (Kabinett Demirel IV und Kabinett Ecevit III).
Nach dem Militärputsch 1980 zog sich Feyzioğlu aus der Politik zurück. Er starb 1988 im Alter von 66 Jahren in Ankara.

## Privatleben
Turhan Feyzioğlu war mit Leyla Cıngıllıoğlu verheiratet. Ihre Tochter Saide starb nur zwei Stunden nach der Geburt ihres Sohnes Metin am 7. Juli 1969. Der Junge wurde von den Großeltern adoptiert. Metin Feyzioğlu wurde Professor für Strafrecht und wurde im Mai 2013 Präsident der türkischen Rechtsanwaltskammer.

## Veröffentlichungen
- Kanunların Anayasaya Uygunluğunun Kazai Murakabesi. 1951
- Demokrasiye ve Diktatörlüğe Dair. 1957
- Devlet Adamı Atatürk. 1963
- Atatürk ve Milliyetçilik
- Türk Millî Mücadelesinin ve Atatürkçülüğün Temel İlkelerinden Biri Olarak Millet Egemenliği.
- Atatürk Yolu
- Un Liberateur et un Modernisateur Genial Kemal Atatürk